# العلاقات البنينية الجنوب سودانية
العلاقات البنينية الجنوب سودانية هي العلاقات الثنائية التي تجمع بين بنين وجنوب السودان.

## مقارنة بين البلدين
هذه مقارنة عامة ومرجعية للدولتين:
| وجه المقارنة                                              | بنين            | جنوب السودان                  |
| --------------------------------------------------------- | --------------- | ----------------------------- |
| المساحة (كم2)                                             | 114.76 ألف      | 619.75 ألف                    |
| عدد السكان (نسمة)                                         | 11.18 مليون     | 12.58 مليون                   |
| الكثافة السكانية (ن./كم²)                                 | 97.42           | 20.3                          |
| العاصمة                                                   | بورتو نوفو      | جوبا                          |
| اللغة الرسمية                                             | لغة فرنسية      | لغة إنجليزية                  |
| العملة                                                    | فرنك غرب أفريقي | جنيه جنوب سوداني، جنيه سوداني |
| الناتج المحلي الإجمالي (بليون دولار)                      | 9.27 مليار      | 2.90 مليار                    |
| الناتج المحلي الإجمالي (تعادل القوة الشرائية) بليون دولار | 22.38 مليار     | 22.88 مليار                   |
| الناتج المحلي الإجمالي الاسمي للفرد دولار أمريكي          | 762             | 73                            |
| الناتج المحلي الإجمالي للفرد دولار أمريكي                 | 2.03 ألف        | 2.02 ألف                      |
| مؤشر التنمية البشرية                                      | 0.480           | 0.467                         |
| رمز المكالمات الدولي                                      | +229            | +211                          |
| رمز الإنترنت                                              | .bj             | .ss                           |
| المنطقة الزمنية                                           | ت ع م+01:00     | ت ع م+03:00                   |

## منظمات دولية مشتركة
يشترك البلدان في عضوية مجموعة من المنظمات الدولية، منها:
| علم المنظمة | اسم المنظمة                               | تاريخ انضمام بنين | تاريخ انضمام جنوب السودان |
| ----------- | ----------------------------------------- | ----------------- | ------------------------- |
|             | وكالة ضمان الاستثمار متعدد الأطراف        | 26 سبتمبر 1994    | 18 أبريل 2012             |
|             | البنك الإفريقي للتنمية                    | ?                 | ?                         |
|             | منظمة الشرطة الجنائية الدولية             | ?                 | ?                         |
|             | الأمم المتحدة                             | 20 سبتمبر 1960    | 14 يوليو 2011             |
|             | الاتحاد الأفريقي                          | ?                 | ?                         |
|             | مؤسسة التمويل الدولية                     | 5 فبراير 1987     | 18 أبريل 2012             |
|             | يونسكو                                    | 18 أكتوبر 1960    | 27 أكتوبر 2011            |
|             | مؤسسة التنمية الدولية                     | 16 سبتمبر 1963    | 18 أبريل 2012             |
|             | البنك الدولي للإنشاء والتعمير             | 10 يوليو 1963     | 18 أبريل 2012             |
|             | المركز الدولي لتسوية المنازعات الاستشارية | 14 أكتوبر 1966    | 18 مايو 2012              |
|             | الاتحاد البريدي العالمي                   | ?                 | ?                         |
|             | الاتحاد الدولي للاتصالات                  | 1961              | 3 أكتوبر 2011             |

## وصلات خارجية
- موقع وزارة الخارجية البنينية
- موقع وزارة الخارجية الجنوب سودانية